# Сослан (нарт)

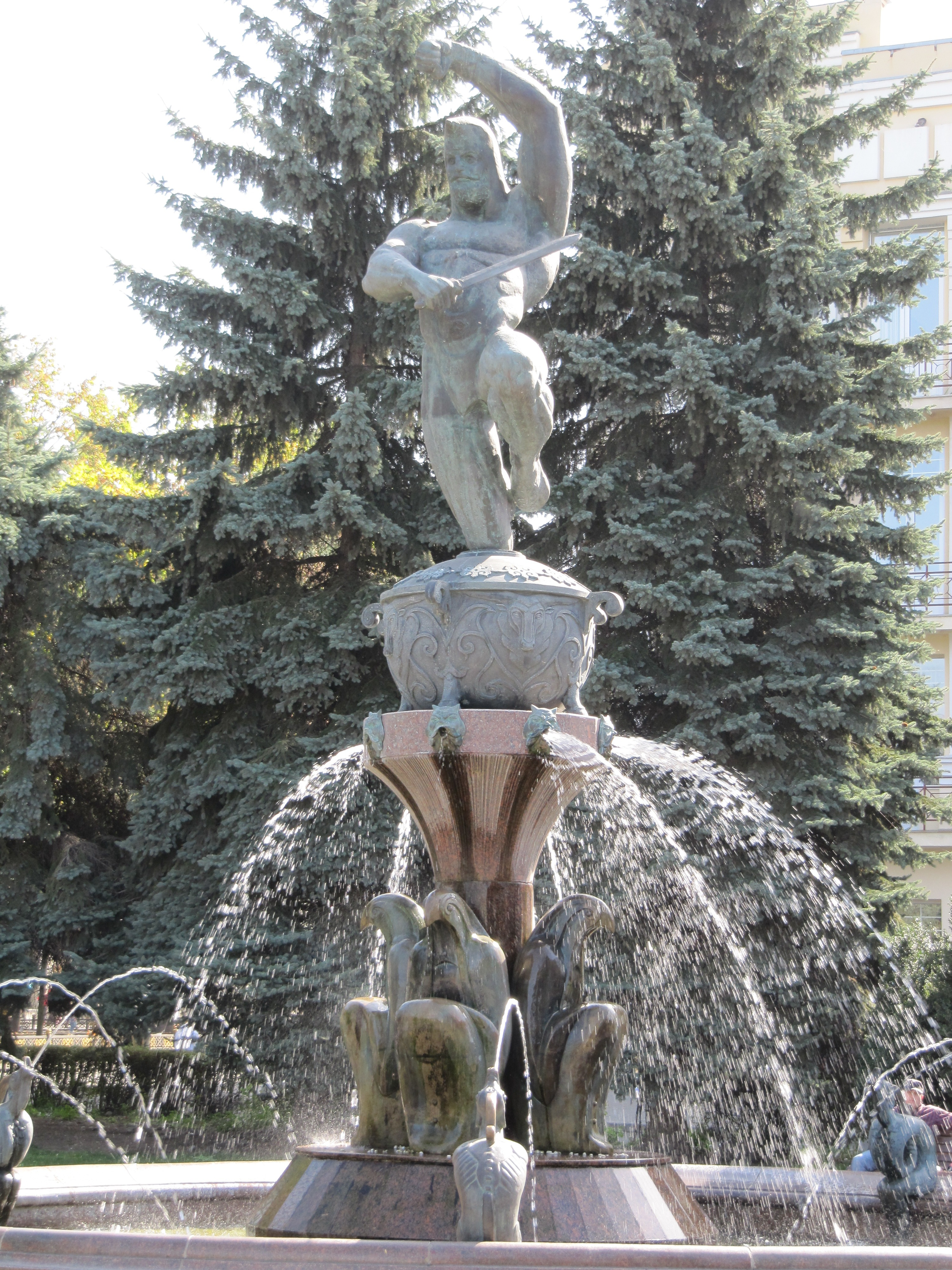
Фонтан «Танцующий Сослан на чаше Уацамонга» (Владикавказ)

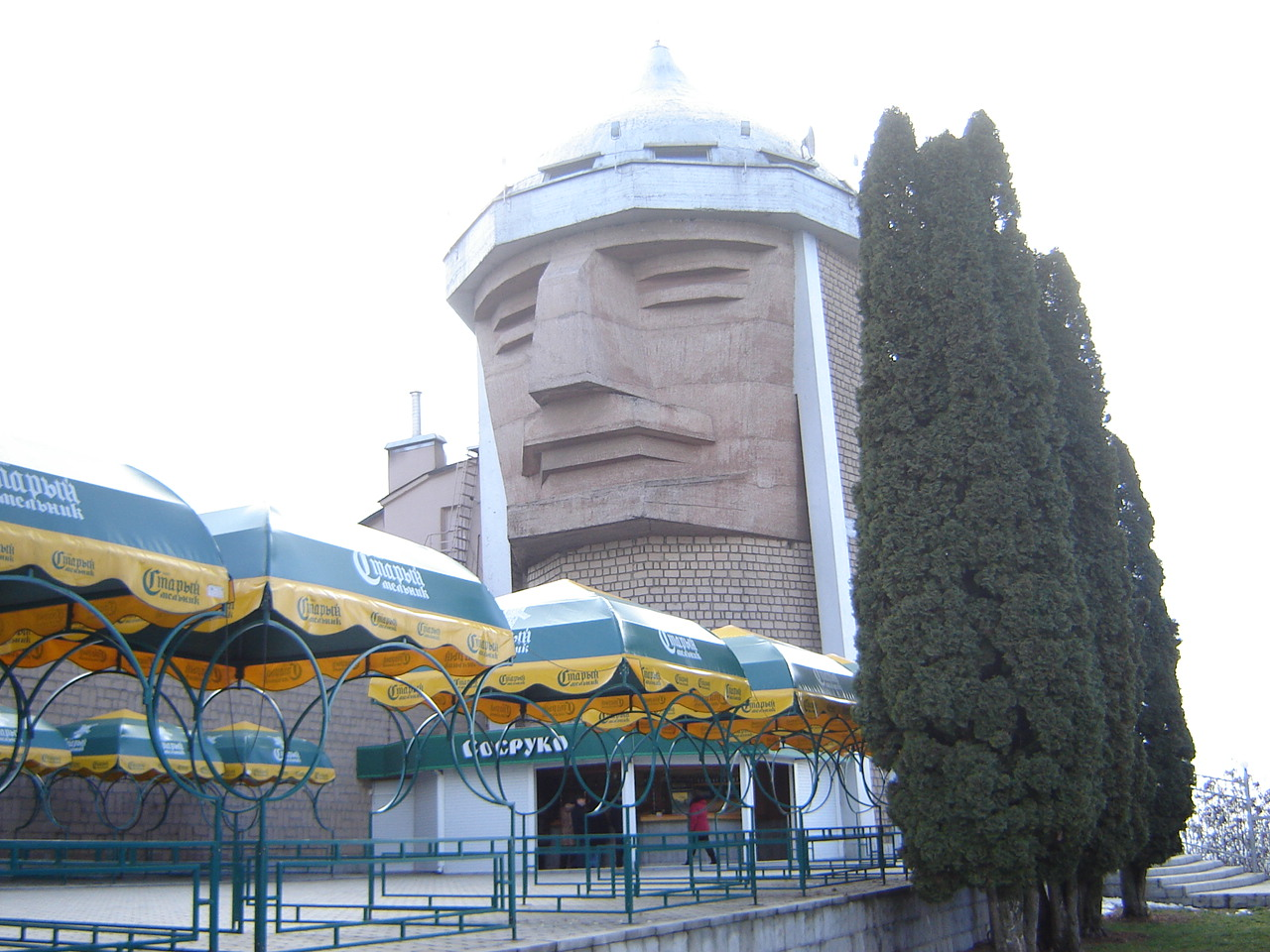
Ресторан «Сосруко» в Нальчике

Сослан (осет. Сослан), или Сосруко (абх. Сасрыҟәа, адыг. Саусэрыкъо, кабард.-черк. Сосрыкъуэ, ингуш. Сеска-Солса, карач.-балк. Сосурукъ) — богатырь из нартского эпоса, один из главных героев во всех его вариациях. Был рождён из камня, который оплодотворил пастух, воспылавший страстью к Шата́не (Сатаней).

## Этимология
Имя Сослан имеет карачаево-балкарское происхождение, где сос — «гранит», а лан — словообразующий аффикс, также «сын» (например, аслан «лев», каплан «тигр», таулан «сын гор», мужское имя). Также, к примеру, в ногайском языке встречается слово suslan «иметь грозный вид», suslə «хмурый, грозный». У ногайцев Северного Кавказа нартский эпос сохранился в фрагментарном виде.
Имя Сосруко (кабард.-черк. Сосрыкъуэ) с кабардино-черкесского языка буквально переводится как «сын Соса», где Сос — это имя личное, а къуэ — «сын» или «потомок». В адыгском нартском эпосе Сосрыкъуэ является таким же именем, как и у других нартов, как Бадынокъо, Шъэбатынокъо, Бэтэкъо и др., где имена происходят от имени отца, с прибавлением слова къо «сын».

## Мифология

### Осетинская мифология
В осетинских сказаниях Сослан родился из камня, оплодотворённого пастухом (по другому варианту — Уастырджи или Сосаг-Алдаром) при виде обнажённой Сатаны на берегу реки. Кузнец Курдалагон разбил камень и оттуда вынули младенца. Сатане дала ему имя и вырастила его.
Решив стать непобедимым, Сослан потребовал, чтобы его закалили. Раскалённого на дубовых углях Сослана Курдалагон бросил в колоду (по вине Сырдона она оказалась короткой), наполненную волчьим молоком. Тело Сослана до колен превратилось в чистый булат, а колени остались уязвимы.
Однажды, спасая нартские стада от гибели, он перегнал их во владения великана-уаига Алдара Мукары. Встретившись с этим великаном, Сослан убил его.
Семь лет Сослан сватался к красавице Бедухе (по другому варианту — Агунде, Азаухан) и каждый раз получал отказ. Тогда он взял её силой, убив отца Бедухи, но девушка совершила самоубийство. После её смерти он решил жениться на дочери Хура (солнца) — Ацырухс, которая жила в семиярусном замке уаигов и воспитывалась там ими. Однако за неё уаиги потребовали у Сослана большой выкуп, а главное — достать листья растущего в стране мёртвых дерева Аза. После долгого путешествия Сослан встретил в стране мёртвых Бедуху. Она выпросила у Барастыра листья и предупредила Сослана, чтобы на обратном пути он не брал никаких сокровищ. Но Сослан поднял на дороге шапку и сунул её за пазуху. Это был обратившийся в шапку Сырдон, который узнал из разговора Сослана со своим конём о тайне их смерти. Конь Сослана погиб от стрел, пущенных из-под земли чертями, которых подговорил Сырдон, а сам Сослан погиб в схватке с мифическим существом — Колесом Балсага, которое, после нескольких неудачных попыток, перерезало колени Сослана.
У Сослана был юный друг Арахцау, который помог ему завладеть Агундой.

### Черкесская мифология
В мифологии и верованиях черкесов существует несколько персонажей с именем Сос-Соз. Сосым — персонаж адыгского нартского эпоса, к которому обращаются нарты следующими словами:

Уэ езыхэри нызэупщIыжщ:
Уэ, Имыс, мафIэ уиIэ?
Уэ, Сосым, мафIэ уиIэ?
(Сами спрашивают себя:
О Имес, есть ли у тебя огонь?
О Сосем, есть ли у тебя огонь?)

Один из второстепенных черкесских богов Созрэш (Соусэрэш) является покровителем стихий, а также посредником между людьми и великим богом Тхьэ.
Дюбуа де Монперё, швейцарский француз в своём шеститомном труде «Путешествие вокруг Кавказа», изданном в 1839—1843 гг. в Париже, писал:

«Сеосерес (адыгейское souzeref — пророк, посредник между богом и людьми) — большой любитель путешествий, и ему подчиняются ветры и воды; его особенно почитают шапсуги и натухаджи».

Западно-черкесские общества (адыгейцы, шапсуги) произносят имя главного героя нартского эпоса как Сэусырыкъо, в то время как Сосрыкъуэ является лишь восточно-черкесским (кабардино-черкесским) вариантом произношения.
Генерал Николай Дубровин в своей книге «Черкесы» также описывает Созериса, которого почитают черкесы:

«Почти в одно время с нашим праздником Рождества Христова черкесы совершали празднование в честь Созериса — божества, покровительствующего хлебопашцам, обилию и домашнему благосостоянию. Пришествие Созериса ожидалось и ожидается до сих пор с особенным благоговением, и существует поверье, что он отправился пешком по морю, и точно так же возвратится. Олицетворением этого божества служил деревянный обрубок с семью сучьями, вырубленный непременно из дерева, известного под именем гамшут. Обрубок этот в течение целого года тщательно сохранялся в амбаре каждого дома и, кроме того, был ещё общий, принадлежавший всему селению».

Центральным сюжетом в сказаниях о Сэусыркъо/Сосрыкъуэ является возвращение им огня. Данный эпический цикл основан на общеевропейском мифе о Прометее, который, так же, как и Созрэш/Соусериш и Саусыркъо, являются защитниками людей, и персонажами, которые связаны со священным огнём. Если Саусырыкъо вернул огонь нартам, то символом Созрэш, так же, как и в случае с Прометеем, является палочка. Имя Прометей также могло возникнуть в греческом языке из-за неправильного прочтения санскритского слова प्रमन्थ (pramantha IAST), то есть палочка для добывания огня, которую он якобы изобрёл.
Саусрыкъо/Сосрыкъуэ, вернувший нартам огонь, имеет чёткую связь с адыгским второстепенным богом Соусеришем — богом, пророком и заступником людей, символом которого является, как и в случае с Прометеем, палочка. Из этого можно предположить, что общечеркесское окончание имён и фамилий Къо/Къуэ («сын, потомок») в данном случае означает «сын Саусера», бога Соусериша, который является аналогом греческого Прометея.

## Параллели
Этот сюжет имеет отдалённое сходство с греческим Ахиллом и германским Зигфридом и, возможно, восходит к общеиндоевропейскому мифу.